# Colotis
Genre
Colotis est un genre d'insectes lépidoptères (papillons) de la famille des Pieridae et de la sous-famille des Pierinae.

## Liste des espèces
- Colotis agoye (Wallengren, 1857).
- Colotis ansorgei Marshall, 1897.
- Colotis antevippe (Boisduval, 1836).
- Colotis aurigineus (Butler, 1883).
- Colotis auxo (Lucas, 1852).
- Colotis bacchus Butler, 1888.
- Colotis amata (Fabricius, 1775).
- Colotis celimene (Lucas, 1852).
- Colotis chrysonome (Klug, 1829).
- Colotis daira (Klug, 1829).
- Colotis danae (Fabricius, 1775).
- Colotis doubledayi (Hopffer, 1862).
- Colotis eborea (Stoll, 1781).
- Colotis elgonensis Sharpe, 1891.
- Colotis ephyia Klug, 1829.
- Colotis eris (Klug, 1829).
- Colotis erone (Angas, 1849).
- Colotis etrida Boisduval, 1836.
- Colotis eucharis Fabricius, 1775.
- Colotis euippe (Linnaeus, 1758).
- Colotis eunoma (Hopffer, 1855).
- Colotis evagore (Klug, 1829) — Piéride du câprier.
- Colotis evanthe Boisduval, 1836.
- Colotis evanthides Holland, 1896.
- Colotis evenina (Wallengren, 1857).
- Colotis fausta (Olivier, 1804).
- Colotis guenei Mabille, 1878.
- Colotis halimede (Klug, 1829).
- Colotis hetaera Gerstäcker, 1871.
- Colotis hildebrandti (Staudinger, 1885).
- Colotis ione (Godart, 1819).
- Colotis lais (Butler, 1876).
- Colotis liagore (Klug, 1829).
- Colotis mananhari Ward, 1870.
- Colotis pallene (Hopffer, 1855).
- Colotis phisadia (Godart, 1819).
- Colotis protractus Butler, 1876.
- Colotis subfasciatus (Swainson, 1833).
- Colotis pleione (Klug, 1829).
- Colotis ungemachi Le Cerf, 1922.
- Colotis protomedia (Klug, 1829).
- Colotis rogersi Dixey, 1915.
- Colotis regina (Trimen, 1863).
- Colotis venosus (Staudinger, 1885).
- Colotis vesta (Reiche, 1849).
- Colotis vestalis (Butler, 1876).
- Colotis zoe (Grandidier, 1867).